# Дюамель дю Монсо, Анри Луи
Анри Луи Дюамель дю Монсо (фр. Henri Louis Duhamel du Monceau; 20 июля 1700, Париж или Питивье — 22 августа 1782, Париж) — французский ботаник, агроном, основоположник современной агрономии и лесного хозяйства, натуралист (естествоиспытатель), химик, физик, инженер, литератор, писатель.    

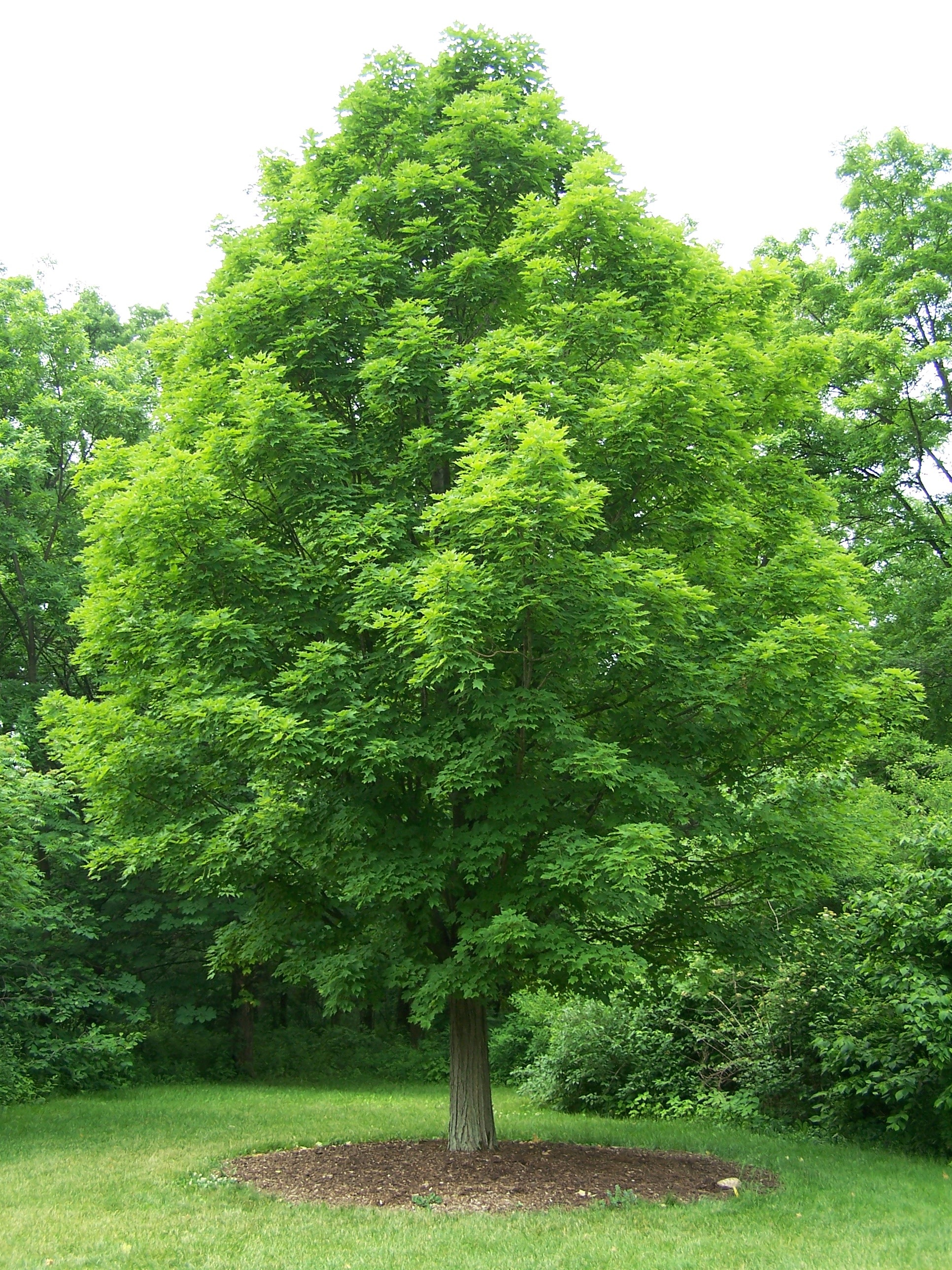
Acer saccharum (Клён сахарный) — вид рода Клён, который губернатор Новой Франции отослал Анри Луи Дюамелю дю Монсо.

## Биография
Анри Луи Дюамель дю Монсо родился в Париже 20 июля 1700 года. В 1739 году назначен генеральным инспектором военно-морского флота. В 1741 году Дюамель дю Монсо создал в Лувре школу инженеров-конструкторов морского флота. Анри Луи Дюамель дю Монсо был почётным членом Военно-морской академии в Бресте. Дюамель дю Монсо был одним из наиболее образованных людей своего времени. Он был основоположником современной агрономии и лесного хозяйства. Дюамель дю Монсо был членом Французской академии наук (с 1738), Лондонского королевского общества (1735), а также почётным членом Петербургской Академии наук (1760). Анри Луи Дюамель дю Монсо умер в Париже 22 августа 1782 года.

## Научная деятельность
Анри Луи Дюамель дю Монсо специализировался на семенных растениях.

## Научные работы
- Traité de la fabrique des manœuvres pour les vaisseaux, ou l'Art de la corderie perfectionné, 1747.
- Traité de la culture des terres, 1751, suivi d' Expériences sur cette culture, 1751—1760.
- Traité de la conservation des grains et en particulier du froment, 1753.
- Des Arbres et arbustes qui se cultivent en France, 1755.
- Mémoires sur la garance et sa culture, avec la description des étuves pour la dessécher et des moulins pour la pulvériser, 1757.
- Élémens de l'architecture navale, 1758.
- École d'agriculture, 1759.
- Moyens de conserver la santé aux équipages des vaisseaux, avec la manière de purifier l'air des salles des hôpitaux, et une courte description de l'hôpital Saint-Louis, à Paris, 1759.
- Des Semis et plantations des arbres et de leur culture.., 1760
- Éléments d'agriculture, 1762.
- De l'Exploitation des bois, 1764.
- Traité des arbres fruitiers, 1768[12].
- Des Pêches maritimes et fluviatiles, 1769.